# Paint (film)
Paint är en amerikansk komedi- och dramafilm från 2023. Filmen är regisserad av Brit McAdams som även skrivit filmens manus. Filmen hade biopremiär i USA den 7 april 2023 och digital premiär den 9 maj 2023. Owen Wilson spelar en av huvudrollerna i filmen.

## Handling
Filmen kretsar kring konstnären Carl Nargle som har sin egen målarshow på Vermonts TV. Carls popularitet är på nedgång, och stationen tappar tittare. För att vända trenden anställs en ny målare av kanalen.

## Rollista (i urval)
- Owen Wilson – Carl Nargle
- Michaela Watkins – Katherine
- Wendi McLendon-Covey – Wendy
- Ciara Renée – Ambrosia
- Lucy Freyer – Jenna
- Lusia Strus – Beverly
- Stephen Root – Tony
- Michael Pemberton – Dr. Bradford Lenihan
- Denny Dillon –
- Evander Duck Jr. – Reuban